# 海他西林
海他西林（英语：Hetacillin）是一种β-内酰胺类抗生素，属于氨基青霉素家族。它是一种前药，本身无抗菌活性，但在人体内迅速分解出丙酮，形成氨苄青霉素，对多种细菌均有活性。

## 给药
海他西林可以口服。它的钾盐，海他西林钾通过静脉或肌肉注射给药。它以商品名Hetacin出售，用于兽医乳腺注射。
当发现海他西林与氨苄西林相比没有优势时，海他西林被撤出市场。

## 化学
海他西林由氨苄青霉素和丙酮制备而成。在水溶液中它不稳定，在37°C和pH7下半衰期为15至30分钟，并迅速再次释放丙酮。
与氨苄西林相反，海他西林仅被细菌酶β-内酰胺酶轻微分解，至少在体外是这样。